# Здание Высшей партийной школы (Волгоград)

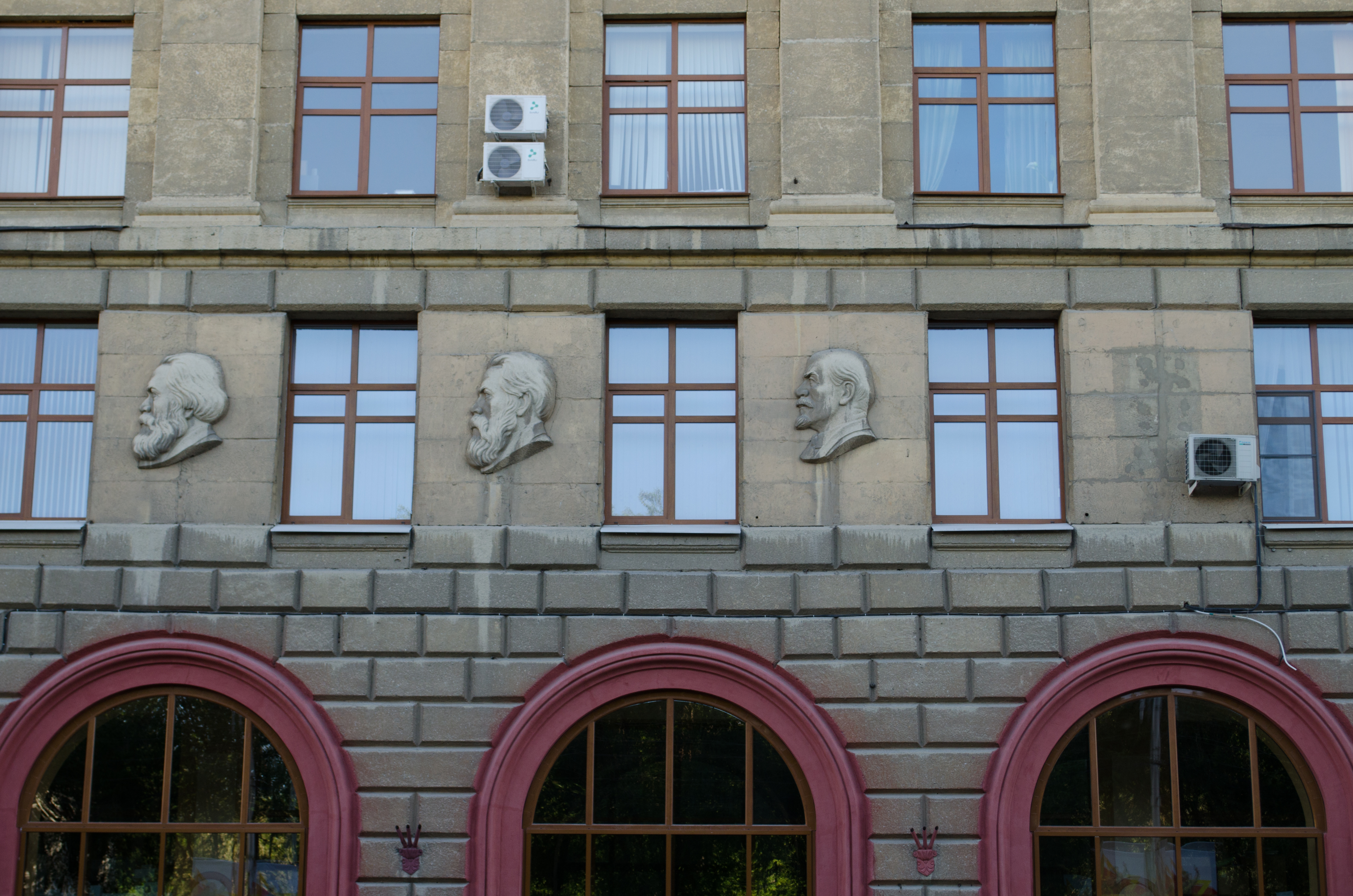
Барельефы над входом

Здание Высшей партийной школы — административное здание в Волгограде, ныне — главный корпус Волгоградского государственного медицинского университета. Расположено по адресу: площадь Павших борцов, 1. Было построено в 1950—1953 годах по проекту Василия Николаевича Симбирцева и Ефима Иосифовича Левитана. В 1951 году они стали лауреатами Сталинской премии за этот проект.
Согласно первоначальным проектам восстановления центра Волгограда на этой стороне площади планировалась постройка Дома Советов. После его переноса на северную сторону площади было принято решение построить здесь здание Высшей партийной школы. Помимо неё, в здании до 1984 года размещалась областная научная библиотека.

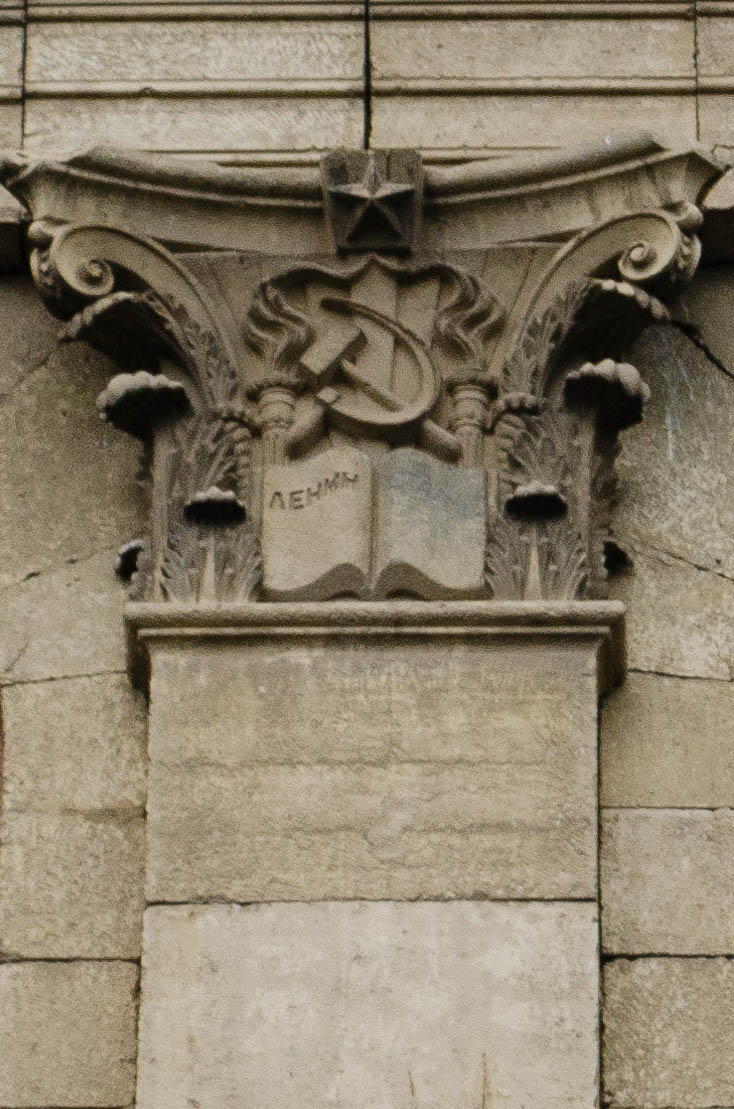
Капитель с книгой

Над главным входом помещены барельефы, изображающие Маркса, Энгельса и Ленина. Ранее также присутствовал и Сталин. В навершиях пилястр имеются лепные раскрытые книги, на левой странице которых было написано — «Ленин», на правой странице — «Сталин». После развенчания культа личности Сталина его имя на книгах было замазано.
Напротив здания Высшей партийной школы был построен похожий на него жилой дом с театральными помещениями на первых этажах (проспект Ленина, 15).
Здание по такому же проекту было построено в Хабаровске в 1953 году. (Сейчас Дальневосточный институт управления).